# Ana Debelić
Ana Debelić (Rijeka, 9. siječnja 1994.), hrvatska rukometašica članica norveškog rukometnog kluba Vipers iz Kristiansanda. Igra na mjestu pivota.

## Karijera
Ana je Rabljanka rođena u Rijeci. Rukomet je počela igrati sa šest godina. Nakon upisa u srednju školu u Rijeci igrala je za Opatiju i Zamet. U Hrvatskoj je igrala još u Zelini, Lokomotivi i Podravki, a nastupala je u Rusiji za Astrahanočku. Nastupala je za Hrvatsku na tri Europska prvenstva 2016. u Švedskoj, 2018. u Francuskoj i 2020. u Danskoj i na jednom Svjetskom prvenstvu i to 2021. u Španjolskoj. Na prvenstvu u Danskoj osvojila je brončanu medalju te je izabrana u najbolju ekipu Europskog prvenstva. 